# Sanya Malhotra
Sanya Malhotra (Delhi, 25 febbraio 1992) è un'attrice indiana.

## Filmografia parziale
- Dangal, regia di Nitesh Tiwari (2016)
- Pataakha, regia di Vishal Bhardwaj (2018)
- Badhaai Ho, regia di Amit Ravindrenath Sharma (2018)
- Photograph, regia di Ritesh Batra (2019)
- Shakuntala Devi, regia di Anu Menon (2020)
- Ludo, regia di Anurag Basu (2020)

## Premi
- Jackie Chan Action Movie Awards
  - 2018: "Best New Action Performer" (Dangal)